# M. Bison
M. Bison (ở Nhật là Vega), là một nhân vật trò chơi điện tử được tạo bởi Capcom. Ra mắt lần đầu trong Street Fighter II: The World Warrior, ông ta là một nhân vật xuất hiện khá nhiều trong loạt trò chơi đối kháng nổi tiếng Street Fighter, trong vai trò trùm cuối và nhân vật phản diện chính của Street Fighter II và loạt Street Fighter Alpha, và tiếp theo là vai phản diện trong Street Fighter IV. M. Bison cũng là nhân vật trùm cuối của loạt trò chơi Street Fighter EX.
Là một kẻ độc tài và hiện thân nguyên thủy của cái ác, mục tiêu của Bison là làm bá chủ thế giới thông qua tổ chức tội phạm của mình là Shadaloo (シャドルー Shadorū). Ông là người đã tổ chức cuộc đấu trong Street Fighter II. Một vài nhân vật như Chun-Li và Guile có mối thù với Bison và tham dự cuộc đấu nhằm đánh bại ông. Bison nắm giữ một nguồn năng lượng tội ác có tên "Sức mạnh điên cuồng" (Psycho Power). Tạo hình của nhân vật này như một viên tướng quân đội.

## Tên gọi
Tại Nhật, nhân vật này được gọi là Vega. Tuy vậy, khi Street Fighter II vươn đến những thị trường nói tiếng Anh thì Capcom cảm thấy rằng cái tên này chưa đủ gây ấn tượng với người chơi Bắc Mỹ trong vai trùm cuối của trò chơi. Trong thời điểm đó, người ta nhận thấy rằng một nhân vật khác, đó là Mike Bison (mà hiện tại là Balrog), có một cái tên phù hợp. Và vì vậy, nhân vật này được đổi tên thành M. Bison trong những lần xuất hiện trong những sản phẩm bằng tiếng Anh (bao gồm trò chơi, anime...).

## Trong các trò chơi

### Loạt Street Fighter
M. Bison xuất hiện lần đầu trong Street Fighter II với vai trò là trùm cuối do máy điều khiển, ra trận sau khi ba người khác trong nhóm "Tứ Thiên Vương" thất bại. Ông luôn là trùm cuối cho đến trò chơi Super Street Fighter II Turbo, trong đó một nhân vật ẩn có tên Akuma đánh bại Bison và thách thức người chơi với vai trò là trùm thay thế.
Bison xuất hiện trong Street Fighter Alpha với vai trò là trùm cuối. Trong Alpha 2, cốt truyện nối tiếp với Alpha, tuy nhiên Bison đã trở thành nhân vật thông thường có thể điều khiển. Còn trong Alpha 3, xuất hiện một phiên bản của Bison không thể điều khiển là "Bison Cuối cùng" (Final Bison) với vai trò là trùm cuối của tất cả các nhân vật.
Bison tái xuất trong Street Fighter IV, lấy bối cảnh sau II nhưng trước III. Street Fighter IV Training Guide tiết lộ rằng Bison đã bị tiêu diệt bởi chiêu Shun Goku Satsu của Akuma và hiện tại sống ở trong một cơ thể mới. Cơ thể mới này giúp ông sử dụng tối đa sức mạnh của Psycho Power.

### Những trò chơi khác
Bison xuất hiện trong nhiều trò chơi hợp tác của Capcom. Đối với những trò chơi liên quan với Marvel thì có X-Men vs. Street Fighter, Marvel Super Heroes vs. Street Fighter, Marvel vs. Capcom: Clash of Super Heroes, Marvel vs. Capcom 2: New Age of Heroes và Marvel vs. Capcom 3: Fate of Two Worlds.
Bison xuất hiện trong tất cả trò chơi trong loạt SNK vs. Capcom, đó là SNK vs. Capcom: The Match of the Millennium (1999), Capcom vs. SNK Pro: Millennium Fight 2000 và Capcom vs. SNK 2. Gần đây, Bison là nhân vật có thể điều khiển trong SNK vs. Capcom: SVC Chaos.

## Trong các sản phẩm truyền thông

### Phim ảnh
Trong phim Street Fighter sản xuất năm 2004, vai Bison được đóng bởi diễn viên Raúl Juliá.
Bison còn xuất hiện trong bộ phim 2009 là Street Fighter: The Legend of Chun-Li. Trong phim này, Bison là nhân vật phản diện chính, là đối thủ chính của Chun-Li. Vai Bison do diễn viên Neal McDonough đóng.

### Anime và truyện tranh
Trong anime Street Fighter II: The Animated Movie, Bison đóng vai trò là nhân vật phản diện chính. Tổ chức Shadaloo của ông tìm kiếm và biến đổi những chiến binh mạnh nhất nhằm phục vụ cho lợi ích của mình.
Nhân vật này còn xuất hiện trong Street Fighter II V, loạt chương trình TV của Nhật và Street Fighter: The Animated Series.
Bison xuất hiện trong UDON Comics với vai trò là nhân vật phản diện chính và là người đứng đầu Shadaloo.

## Đón nhận
Từ khi xuất hiện trong Street Fighter II, Bison đã nhận được nhiều đánh giá tích cực. IGN xếp ông ở vị trí thứ 4 trong "Top 25 nhân vật Street Fighter" và ở vị trí thứ 19 trong những nhân vật hung ác tốt nhất trò chơi điện tử.
GameSpot xếp Bison ở vị trí thứ 5 trong "Top 10 nhân vật phản diện trong trò chơi điện tử" của họ. Ông cũng được đề cao trong "Top 10 tay trùm" của GameSpot, trong đó người viết đã miêu tả ông là "rẻ mạt".
GamePro xếp Bison ở vị trí thứ 13 trong "Top 47 nhân vật phản diện độc ác nhất mọi thời đại trong trò chơi điện tử".
GameDaily thì cho biết nhân vật này là một trong những nhân vật Street Fighter họ yêu thích nhất trong mọi thời đại, và gọi nhân vật này là "một trong những tay trùm hay nhất". Sau đó, GameDaily xếp Bison ở vị trí thứ 5 trong "top 20 nhân vật Street Fighter của mọi thời đại", miêu tả ông là "tên trùm cuối đồi bại nhất và mạnh mẽ nhất từng được đưa vào trò chơi điện tử".